# Lijst van rivieren in India

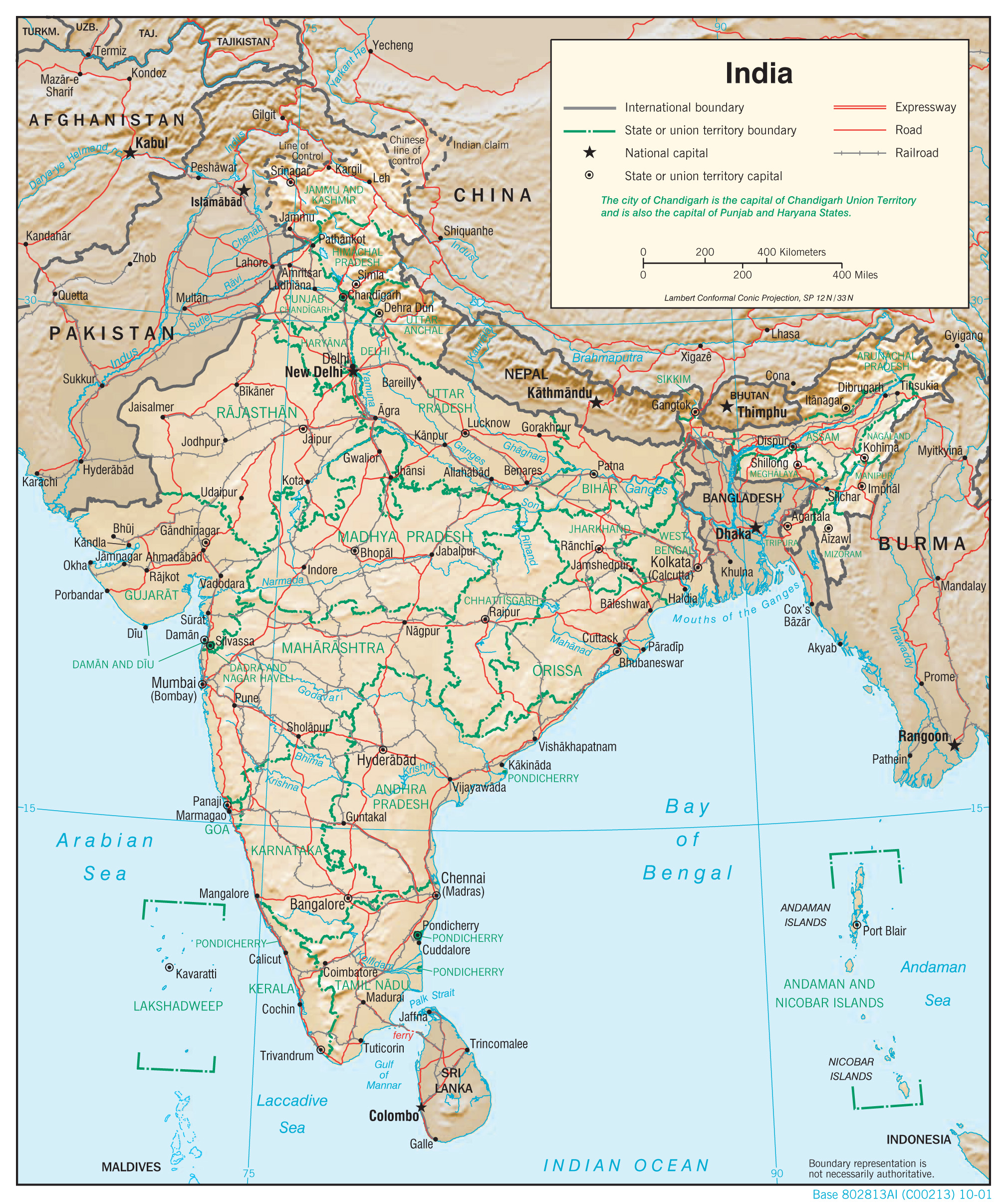
Kaart van India.

Dit is een lijst van rivieren in India. De rivieren in deze lijst zijn geordend -beginnend in het westen dan langs de kust zuidwaarts en vervolgens noordwaarts- naar drainagebekken en de opeenvolgende zijrivieren zijn ingesprongen weergegeven onder de naam van elke hoofdrivier.
Grote rivieren in geheel India zijn: 
- Stromend naar de Golf van Bengalen, de Brahmaputra, Yamuna en Ganges (met haar belangrijkste zijrivieren: Ramganga, Kali of Sharda, Gomti, Yamuna, Chambal, Betwa, Ken, Tons, Ghaghara, Gandaki, Burhi Gandak, Koshi, Mahananda, Tamsa, Son, Bagmati, Meghna, Mahanadi, Godavari, Krishna).
- * Stromend naar de Arabische Zee, de Narmada, Tapi, Sabarmati, Purna

## Stromend naar de Golf van Bengalen
- Karnaphuli (in India en Bangladesh).

### Stroomgebied Meghna
- Meghna (in Bangladesh)
  - Padma (rivier)
  - Dhaleshwari
  - Dakatia
  - Gumti
  - Feni
  - (Oude) Brahmaputra (in Bangladesh)
  - Titas (ook wel Haora genoemd)
  - Surma
    - Kangsha
      - Someshwari

  - Kushiyara
    - Manu

  - Barak
    - Tuivai
    - Irang

### Stroomgebied Ganges
- Ganges
  - Hooghly (aftakking)
    - Damodar
      - Barakar

    - Jahanavi
    - Jalangi
    - Churni
    - Ichamati
    - Rupnarayan
    - Ajay
    - Mayurakshi
    - Dwarakeswar
    - Mundeswari

  - Meghna (aftakking)
  - Padma (aftakking)
  - Punarbhaba
  - Atrai
  - Mahananda
  - Kosi
  - Bagmati
  - Bhurhi Gandak
    - Phalgu

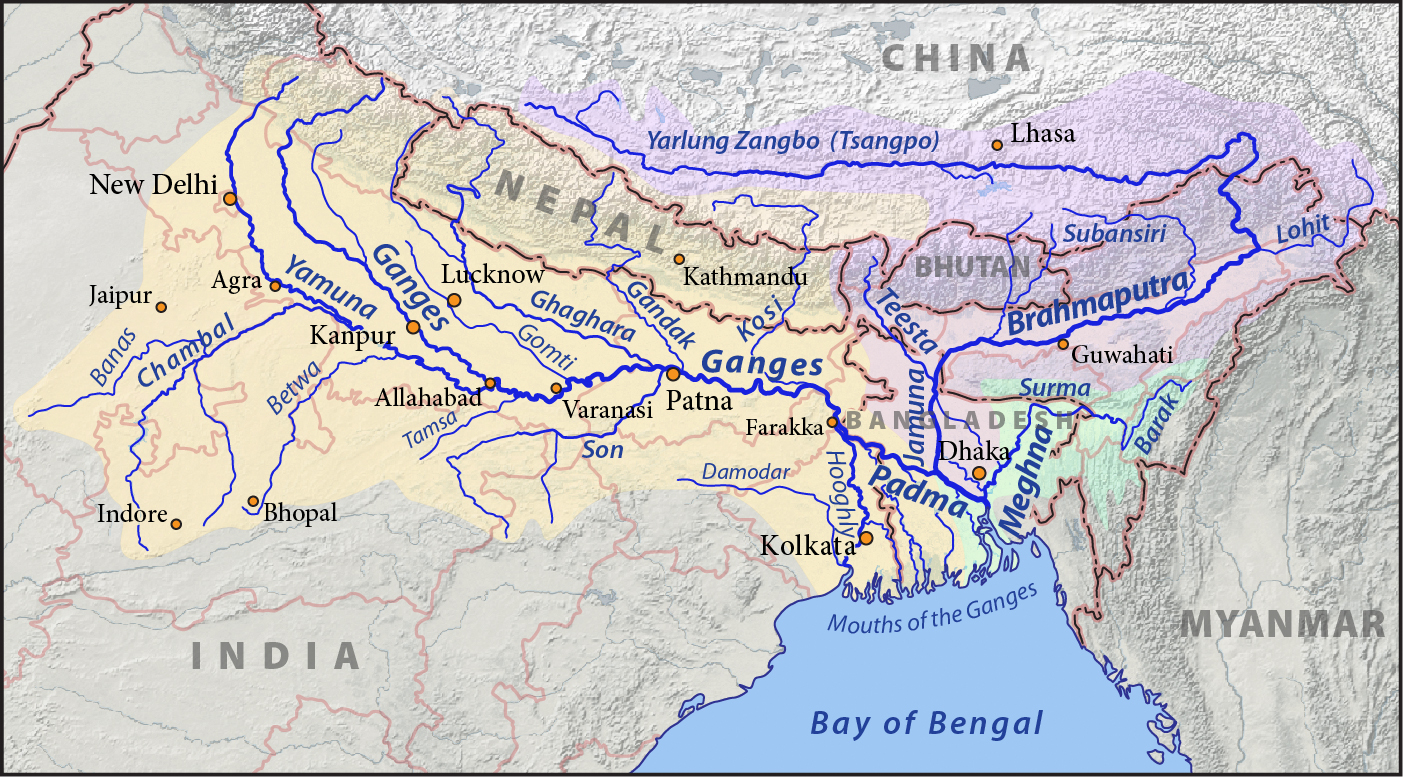
Stroomgebieden van de Ganges (oranje), Brahmaputra (paars), en Meghna (groen).

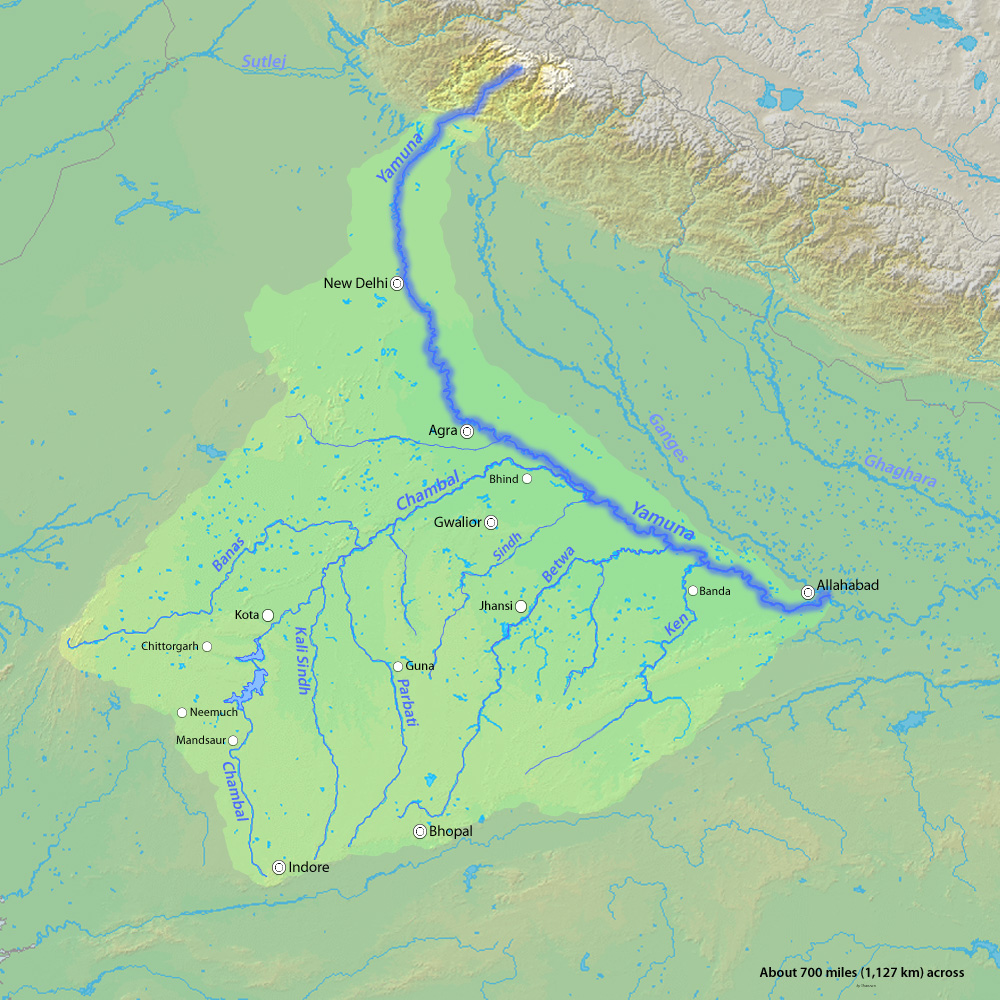
Stroomgebied van de Yamuna.

  - Gandaki (ook wel Gandak; wordt in Nepal Narayani genoemd)
  - Son
    - North Koel
      - Amanat

    - Rihand
    - Gopad
      - Goini
      - Neur

    - Banas
    - Johilla

  - Ghaghara (ook wel Gogra; wordt in Nepal Karnali genoemd)
    - West Rapti
      - Rohni

    - Sarda (of Chauka, ook bekend onder de naam Kali langs de Nepalees-Indische grens; wordt in Nepal Mahakali genoemd.)
      - Ladhiya
      - Sarayu (of Sarju)
      - Gori Ganga (of Goriganga)
      - Darma (ook wel Dhauliganga, Darmaganga)

  - Gomati (ook wel Gomti)
    - Sarayan
    - Kathna

  - Yamuna
    - Ban Ganga
    - Ken
    - Betwa
      - Dhasan
      - Halali
      - Kaliasote

    - Sindh
      - Kwari

    - Hindon, Ghaziabad in westelijk Uttar Pradesh
    - Karban, Agraregio in Uttar Pradesh
      - Pahuj in het district Bhind Madhya Pradesh

    - Chambal
      - Kuno
      - Banas
        - Berach
        - Bandi
          - Mashi

        - Morel
        - Kotari

      - Shipra
        - Ahar

      - Kali Sindh
      - Parbati (rivier in Madhya Pradesh)

    - Gambhir
      - Parbati (rivier in Rajasthan)

  - Ramganga
    - Khoh
    - Mandal

  - Alaknanda
    - Mandakini
    - Pindar
    - Nandakini
    - Dhauliganga
      - Rishiganga

  - Bhagirathi
    - Bhilangna
    - Jahnavi

### Kustrivieren in West-Bengalen
- Subarnarekha
  - Kharkai
- Kangsabati
  - Bhagirathi
  - Hooghly
  - Thenad
  - Mahananda, Noord-Bengalen
  - Draupadi

### Kustrivieren in Odisha
- Baitarani
- Bhargavi
- Brahmani
- Daya
- Devi
- Hasdeo
- Ib
- Jonk
- Kathajodi
- Koina
- Kuakhai
- Kushabhadra
- Mand
- North Karo
- Ong
- Pairi
- Sankh
- Shivnath
- Sondur
- Surubalijora
- Zuidelijke Karo
- Noordelijke Koel
- Tel

Zes van de grotere rivieren van Odisha zijn:
- Subarnarekha
- Budhabalanga
- Baitarani
- Brahmani
- Mahanadi
- Rushikulya

### Stroomgebied Godavari

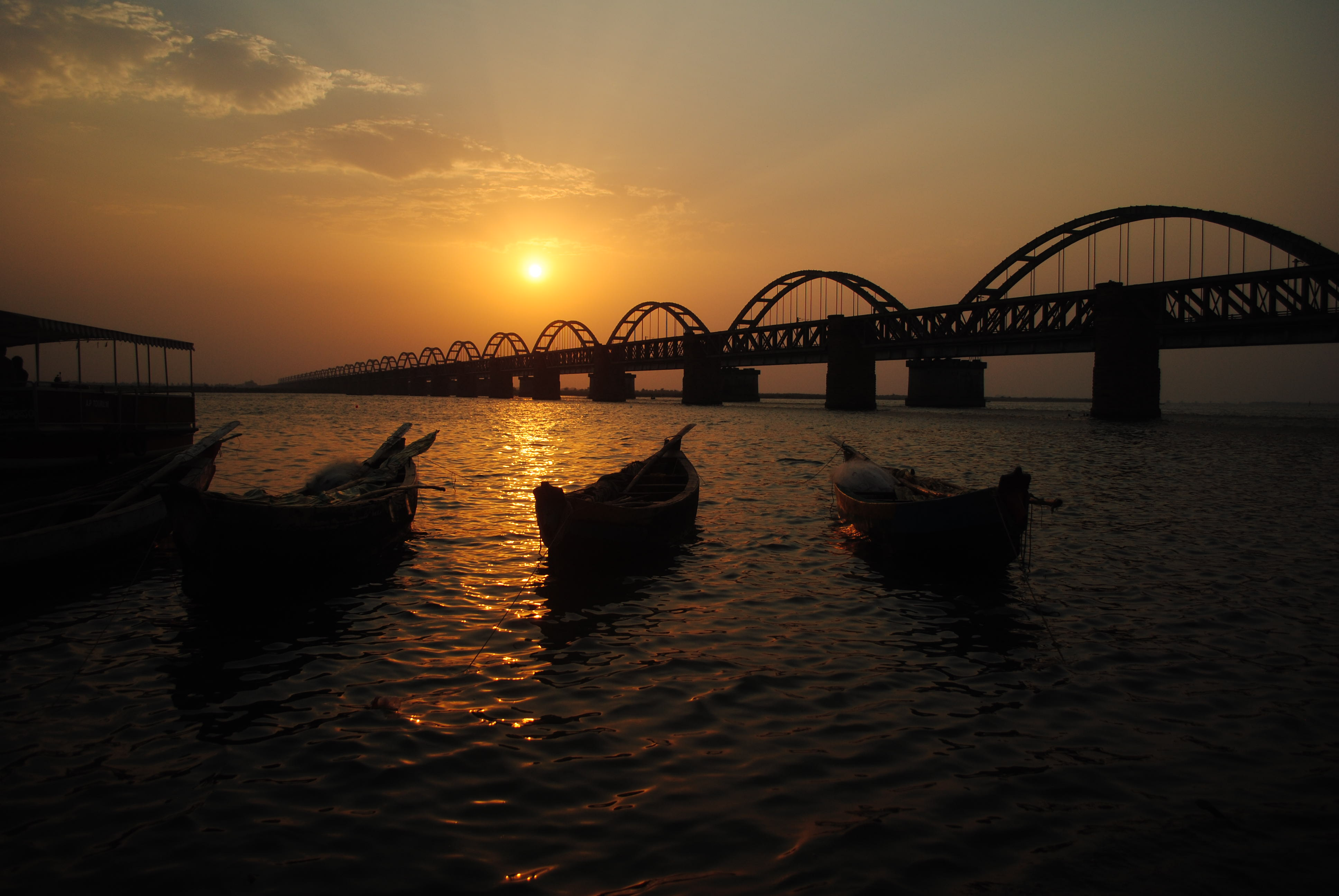
De Godavari in Andhra Pradesh, een van de breedste rivieren in India.

Godavari in  de deelstaten Maharashtra, Chhattisgarh, Telangana en Andhra Pradesh
- Zijrivieren aan de linkeroever:
  - Purna (zijrivier van de Godavari)
  - Pranahita
    - Wainganga
      - Kanhan
        - Kolar
        - Pench
          - Kulbehra

        - Nag

    - Wardha
      - Penganga

    - Pedda Vagu

  - Indravati
    - Bandiya

  - Sabari
- Zijrivieren aan de rechteroever:
  - Pravara
  - Manjira
  - Manair
- Andere kleinere zijrivieren:
  - Taliperu
  - Kinnerasani
  - Darna
  - Sindphana

### Stroomgebied Krishna
- Krishna, een rivier die ontspringt in Mahabaleshwar, district Satara in Maharashtra en verder stroomt door de deelstaten Karnataka, Andhra Pradesh en Telangana

Voornaamste zijrivieren in Maharashtra:
- Zijrivieren aan de rechteroever:
  - Koyna
  - Venna
  - Varna
  - Panch ganga i.e. Kumbhi, Kasari, Bhogawati, Saraswati
  - Vedganga
  - Tillari
- Zijrivieren aan de linkeroever:
  - Bhima
  - Agrani
  - Yerala
- Voornaamste zijrivieren in Karnataka:
  - Varada
  - Tungabhadra
    - Tunga
    - Bhadra
    - Vedavathi
      - Suvarnamukhi
      - Veda
      - Avathi

  - Bhima in Maharashtra en Karnataka
    - Sina
    - Nira
    - Mula-Mutha
      - Mula
      - Mutha

    - Chandani
    - Kamini
    - Moshi
    - Ambi
    - Bori
    - Man
    - Bhogwati
    - Indrayani
      - Kundali

    - Kumandala
    - Ghod
    - Bhama
    - Pavna

  - Malaprabha
  - Ghataprabha
  - Varma
  - Venna
  - Urmodi
  - Koyna in het district Satara in de deelstaat Maharashtra

### Stroomgebied Pennar
- Pennar

### Stroomgebied Kaveri

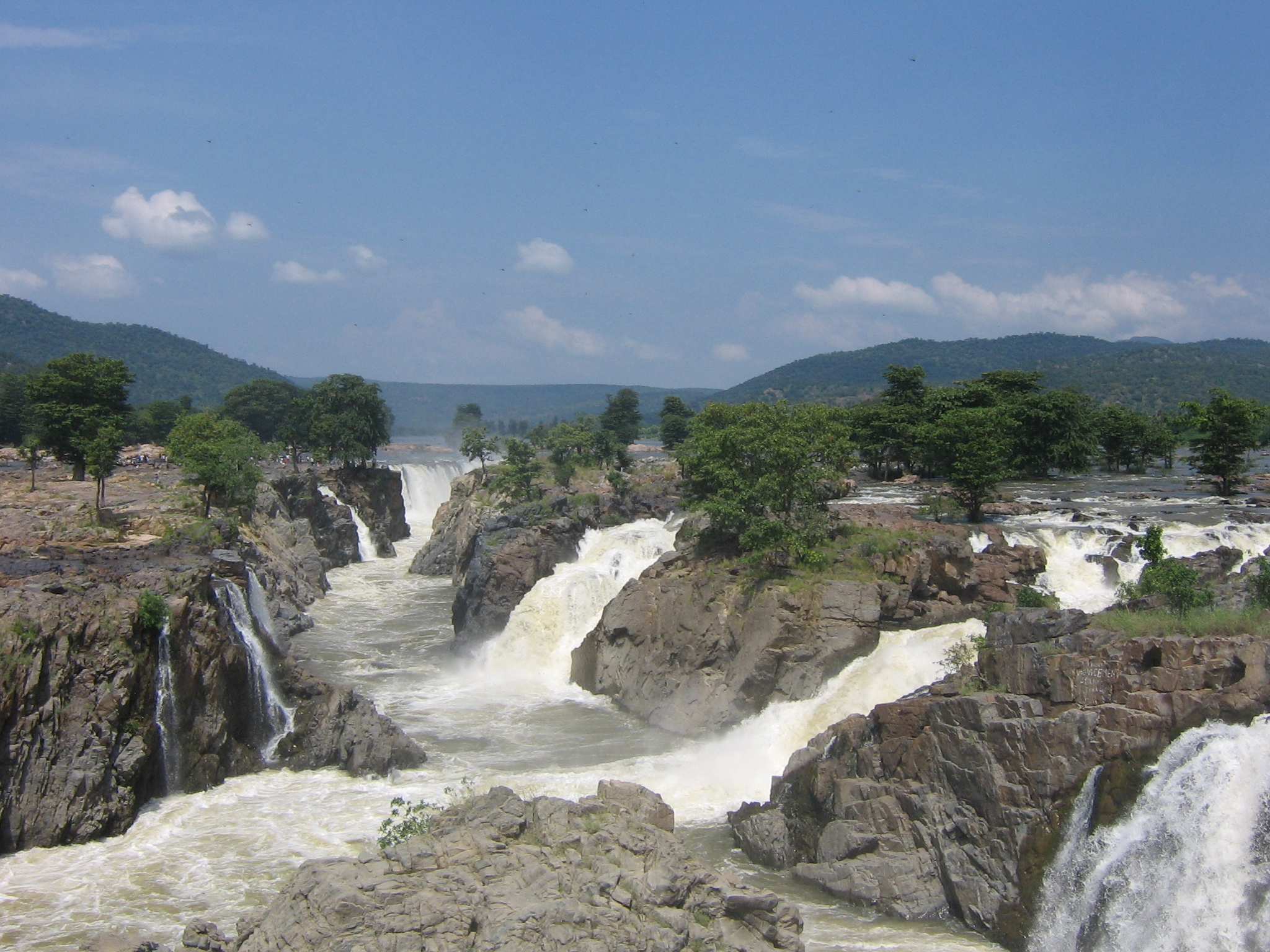
Hogenakkal, een waterval in de Kaveri.

- Kaveri (Cauvery)
  - Kollidam (aftakking)
  - Amaravati
  - Arkavathy
  - Bhavani
  - Sarabanga
  - Noyyal
  - Hemavati
  - Kabini
  - Lakshmana Tirtha

### Kustrivieren in Tamil Nadu
- Thamirabarani
- Palar
- Vaigai
- Vaippar
- Vellar
- Vasishta Nadi
- Swetha
- Cooum
- Adyar
- Ponnaiyar
- Kaveri
- Noyyal

## Stromend naar de Arabische Zee

### Stroomgebied Indus
- Indus (grotendeels in Pakistan)
  - Panjnad (Pakistan)

Kaart met de belangrijkste rivieren in het stroomgebied van de Indus.

    - Sutlej (Noord-India en Pakistan)
      - Beas
        - Parbati (rivier in Himachal Pradesh)

    - Chenab (grotendeels in Pakistan)
      - Ravi (grotendeels in Pakistan)
      - Marutsudha (ook wel Wadwan genoemd; is een zijrivier van de Chenab)
      - Jhelum (in Pakistan en India)
        - Neelum of Kishanganga

  - Suru
    - Dras
    - Shingo

  - Yapola
  - Zanskar
    - Markha
    - Khurna
    - Tsarap
    - Doda

  - Hanley

### Stroomgebied Narmada
De volgende rivieren maken deel uit van het stroomgebied van de Narmada:
| Zijrivier               | Oever  | Hoogte bron (m) | Stroomgebied (km²) | Lengte (km) |
| ----------------------- | ------ | --------------- | ------------------ | ----------- |
| Kharmer                 | Links  | -               | 557                | 64          |
| Silgi                   | Rechts | -               | 531                | 65          |
| Burhner                 | Links  | 900             | 4228               | 177         |
| Banjar                  | Links  | 600             | 3282               | 183         |
| Balai                   | Rechts | -               | 531                | 46          |
| Temur                   | Links  | 550             | 892                | 54          |
| Gaur                    | Rechts | 690             | 1107               | 79.5        |
| Soner                   | Links  | -               | 581                | 51          |
| Hiran                   | Rechts | 500             | 4795               | 188         |
| Sher                    | Links  | 650             | 2903               | 129         |
| Biranjo                 | Rechts | -               | 1172               | 62          |
| Shakkar                 | Links  | 900             | 2294               | 161         |
| Dudhi                   | Links  | 900             | 1542               | 129         |
| Sukhri                  | Links  | -               | 609                | 39          |
| Tendoni                 | Rechts | 500             | 1633               | 177         |
| Barna                   | Rechts | 450             | 1789               | 105         |
| Tawa                    | Links  | 600             | 6338               | 172         |
| Hather                  | Links  | -               | 645                | 37.5        |
| Kolar (Madhya Pradesh)  | Rechts | 600             | 1348               | 101         |
| Ganjal                  | Links  | 700             | 1931               | 89          |
| Sip                     | Rechts | -               | 879                | 45          |
| Jamner                  | Rechts | 470             | 671                | 30          |
| Chankesher              | Rechts | 600             | 1249               | 30          |
| Anjal                   | Links  | -               | 1203               | 62.5        |
| Machak                  | Links  | 550             | 1112               | 87.5        |
| Chhota Tawa             | Links  | 400             | 5055               | 169         |
| Khari                   | Rechts | -               | 754                | 41          |
| Kenar                   | Rechts | -               | 1581               | 62.5        |
| Kaveri (Madhya Pradesh) | Links  | -               | 954                | 32.5        |
| Choral                  | Rechts | -               | 601                | 55          |
| Kharkia                 | Links  | -               | 1099               | 24          |
| Kundi                   | Links  | 900             | 3973               | 120         |
| Karan                   | Rechts | -               | 858                | 45          |
| Board                   | Links  | -               | 866                | 62.5        |
| Man                     | Rechts | 550             | 1529               | 89          |
| Deb                     | Links  | 350             | 969                | 82.5        |
| Uri                     | Rechts | -               | 2004               | 74          |
| Goi                     | Links  | 800             | 1892               | 129         |
| Hatni                   | Rechts | 350             | 1944               | 30          |
| Orsang                  | Rechts | 300             | 3946               | 101         |
| Karjan                  | Links  | 200             | 1490               | 93          |

### Stroomgebied Mahi
The origin of the river Mahi is Mindha, Madhya Pradesh.
- Mahi
  - Som
    - Gomati (in Rajasthan)

### Stroomgebied Sabarmati
- Sabarmati
  - Wakal
  - Sei
  - Harnav

### Stroomgebied Tapi
- Tapi in de deelstaten Maharashtra, Madhya Pradesh en Gujarat
  - Gomai in het district Nandurbar in Maharashtra
  - Arunavati in het district Dhule in Maharashtra
  - Panzara in het district Dhule in Maharashtra
    - Kaan in het district Dhule

  - Aner in de districten Jalgaon en Dhule
  - Girna in de districten Nashik, Malegaon en Jalgaon
    - Titur in het district Jalgaon

  - Waghur in de districten Jalgaon en Aurangabad
  - Purna in de districten Amravati, Akola, Buldhana, Jalgaon, Navsari in de deelstaten Gujarat, Maharashtra Madhya Pradesh
    - Nalganga in het district Buldhana
    - Vaan in de districten Buldhana, Akola, Amravati van de deelstaat Maharashtra
    - Morna in de districten Akola en Washim
    - Katepurna in de districten Akola en Washim
    - Umaa in de districten Akola en Washim

  - Sangiya in het district Amravati van de deelstaat Maharashtra

### Kustrivieren in Maharashtra
- Shastri
- Gad
- Vashishti
- Savitri
- Kundalika
- Gandhari
- Patalganga
- Ulhas
  - thane (aftakking)
  - Vasai (aftakking)
- Mithi of Mahim
- Oshiwara
- Dahisar
- Tansa in Thane
- Vaitarna
- SuryaSurya
- Chenna
- Terna

### Kustrivieren in Goa
- Tiracol
- Chapora
- Baga
- Mandovi (wordt Mhadai genoemd in de West-Ghats)
- Zuari
- Sal
- Talpona
- Galgibag

### Kustrivieren in Karnataka
- Kali
- Netravati
- Sharavathi
- Aghanashini
- Gangavalli

### Kustrivieren in Kerala
- Perivar
- Bharathapuzha
- Pamba
- Chaliyar
- Chandragiri
- Karyangod

## Stromend naarendoreïsche bekkens

### Ottureservoir
- Ghaggar in Haryana, Rajasthan

### Sambharzoutmeer
- Medtha
- Samaod
- Mantha
- Rupangarh
- Khari
- Khandela

### Rann of Kutch (Tharwoestijn)
- Luni
- Rupen
- West Banas

## Alfabetische lijst

### A - D
- Arvari
- Aarpa
- Achan Kovil
- Adyar
- Aganashini
- Ahar
- Ajay
- Aji
- Alaknanda
- Amanat
- Amaravathi
- Arkavati
- Atrai
- Baitarani
- Balan
- Banas
- Banganga
- Chaliya
- Coovum
- Damanganga
- Darshan
- Devi
- Daya
- Damodar
- Doodhna
- Dhansiri
- Dudhimati
- Dravyavati

### E - H
- Falgu
- Gadananathi
- Gambhir
- Gandak
- Ganges
- Gayathripuzha
- Ghaggar
- Ghaghara
- Ghataprabha
- Girija
- Girna
- Godavari
- Gomti
- Gosthani
- Gundlakamma
- Gunjavni
- Halali
- Hoogli
- Hindon
- Hiran
- Hiranyakeshi
- Gursuti

### I - L
- Ib
- Indus
- Indravati
- Indrayani
- Jaldhaka
- Jhelum
- Jayamangali
- Jambhira
- Kabini
- Kadalundi
- Kaagini
- Kahn
- Kali (Gujarat)
- Kali (Karnataka)
- Kali (Uttarakhand)
- Kali (Uttar Pradesh)
- Kali Sindh
- Kaliasote
- Karmanasha
- Karban
- Kallada
- Kallayi
- Kalpathipuzha
- Kameng
- Kanhan
- Kamla
- Kannadipuzha
- Karnaphuli
- Kaveri (Karnataka)
- Kelna
- Kathajodi
- Kelo
- Khadakpurna
- Kodoor
- Koel
- Kolab
- Kolar (rivier in Madhya Pradesh)
- Kolar (rivier in Maharashtra)
- Kollidam
- Kosi
- Kuakhai
- Koyna
- Krishna
- Kundali
- Kaushiga
- Kuwanav
- Kshipra
- Ken
- Karha
- Lachen
- Lachung
- Lakshmana Tirtha
- Luni
- Kayadhu (zijrivier Penganga)
- Kham, Aurangabad Maharashtra

### M - P
- Machchhu
- Madira Puja
- Mahanadi
- Mahananda
- Mahakali
- Mahi
- Mandovi
- Manjira
- Markanda (rivier in Haryana)
- Markanda (rivier in Tamil Nadu)
- Markhandeya in Karnataka
- Marutsudha
- Mayurakshi
- Meenachil
- Meghna
- Mithi
- Mula
- Musi
- Mutha
- Muvattupuzha
- Malaprabha
- Mandakini
- Mani
- Manimala
- Manorama
- Moyar
- Narava Gedda
- Narmada
- Nethravathi
- Nag
- Nagavali
- Nirguda
- Nubra
- Pahuj
- Palar
- Pamba
- Pallikkal Aaru
- Panchganga
- Panjnad
- Panzara
- Parambikulam
- Parbati (rivier in Himachal Pradesh)
- Parbati (rivier in Madhya Pradesh)
- Parbati (rivier in Rajasthan)
- Pavana
- Payaswini
- Penganga
- Pench
- Penganga
- Penner
- Periyar
- Phalgu
- Pluest
- Ponnaiyar
- Pranhita
- Punarbhaba
- Purna (zijrivier van de Godavari)
- Purna (zijrivier van de Tapti)

### Q - T
- Rapti
- Sahibi
- Sarasvati
- Sarayu
- Sutlej
- Suvarnamukhi
- Sabarmati
- Shalmali (Karnataka)
- Saravati
- Shetrunji
- Son
- Sharda
- Shimsha
- Shyok
- Subarnarekha
- Tapi
- Thamirabarani
- Tangri
- Thate Puthra
- Tungabadhra
- Tamsa

### U - W
- Vaan
- Vaigai
- Vamsadhara
- Varuna
- Vashishti
- Vedavathi
- Vrishabhavathi
- Vishwamitri
- Vaitarna
- Udyavara
- Ulhas
- Uttara Cauvery
- Wainganga
- Wagh
- Wardha
- Wehashli

### X - Z
- Yagachi (Karnataka)
- Yamuna
- Zuari